# 195 av. J.-C.
Cette page concerne l'année 195 av. J.-C. du calendrier julien proleptique.

## Événements
- 16 décembre 196 av. J.-C. (15 mars 559 du calendrier romain)  : début à Rome du consulat de Marcus Porcius Cato et Lucius Valerius Flaccus[1].
  - Première Guerre celtibère : succès des troupes romaines du préteur d'Hispanie citérieure Quintus Minucius Thermus dans une bataille rangée à Turda contre les chefs celtibères Budares et Baesadines. 12 000 Celtibères sont tués et Budares est fait prisonnier[2].
  - Le Sénat romain reçoit le rapport des commissaires de retour de Grèce qui lui signalent qu’Antiochos III et Nabis de Sparte représentent de sérieuses menaces ; Flaminius est chargé de les surveiller[2].
  - Deux des tribuns de la plèbe proposent l'abrogation de la lex Oppia. Caton s'y oppose sans succès, ce qui donne lieu à des manifestations des femmes sur le forum[2].
- Printemps : Titus Quinctius Flamininus réunit un congrès à Corinthe pour décider les Grecs à déclarer la guerre au tyran de Sparte Nabis. Les Grecs le suivent à l’unanimité, à l’exception des Étoliens. Flamininus se charge de l’exécution et marche sur Sparte avec l’armée confédérée tandis que la flotte contraint le port de Gythium à capituler. Nabis demande la paix. Flamininus la lui accorde malgré l’avis des confédérés. Nabis conserve son trône à la condition d’abandonner Argos et de payer une forte indemnité. Cette paix, ainsi que l’occupation permanente par les Romains de l’Acrocorinthe, de Chalcis et de Démétrias, produit une mauvaise impression en Grèce. Les Étoliens exploitent la situation. Flamininus presse le Sénat de lui donner l’autorisation d’évacuer les trois places[3].

- Mai-Juin : arrivée de Caton à Emporion en Espagne[4]. Il met en échec un soulèvement celtibère contre la domination romaine. La révolte des Celtibères perdure cependant jusqu'en 179 av. J.-C.

- 1er juin : mort de l'empereur de Chine Liu Bang des suites d’une blessure infectée à Chang'an à l’âge de 52 ans[5].
- 23 juin : en Chine, Hui, fils de Liu Bang, trop jeune, gouverne sous la régence sanglante de sa mère Lu Zhi (morte en 180 av. J.-C.). Il meurt le 28 septembre 188 av. J.-C.[6]
- Juin[2] (date supposée) : fuite d'Hannibal. Le Sénat romain, inquiet des progrès de Carthage, envoie une ambassade pour le dénoncer comme coupable (il tient une correspondance avec Antiochos III) et comme préparant une nouvelle guerre. Hannibal, préparé à cette éventualité, s’enfuit de nuit, traverse la Byzacène, embarque entre Acholla et Thapsus vers l'île de Cercina puis gagne Tyr. Il se réfugie à la cour du Séleucide Antiochos III, qu’il conseille contre Rome. Ils essaient de former une coalition. La Ligue étolienne s’engage à soulever la Grèce si Antiochos intervient[7].
- Automne : répondant à l’appel de Bilistages, roi des Ilergetes, alors alliés de Rome, Caton défait difficilement les rebelles celtibères près d'Emporion et pacifie la région au nord de l’Ebre. Les Edétans, les Ausétans et les Suessétans sont désarmés. Au sud, le préteur Publius Manlius bat les Turdétans et leurs mercenaires celtibères et Caton le rejoint pour l'assister avec une partie de ses forces tandis que le reste de l'armée romaine soutient les Suessetani, alliés de Rome, contre les Lacetani[2].

- Aristophane de Byzance, grammairien et critique grec, prend la direction de la Bibliothèque d'Alexandrie[8].
- Rome est divinisée à Smyrne[9].
- La doctrine de Confucius conquiert la Chine après une longue répression[10].

## Naissances
- Zhang Qian.

## Décès
- Ératosthène de Cyrène, mathématicien grec (date approximative).
- 1er juin : Liu Bang, fondateur de la dynastie Han.